# Calliscarta elongata
Calliscarta elongata är en insektsart som beskrevs av Freytag 1988. Calliscarta elongata ingår i släktet Calliscarta och familjen dvärgstritar. Inga underarter finns listade i Catalogue of Life.